# Водяное (Очеретинская поселковая община)
Водя́ное (укр. Водяне) — село в Ясиноватском районе Донецкой области Украины.

С 2024 года село было оккупированно Вооружёнными силами Российской федерации в ходе действий Российского вторжения на Украину

## Население
Население по данным всеукраинской переписи 2001 года составляло 319 человек.